# Fraschetta

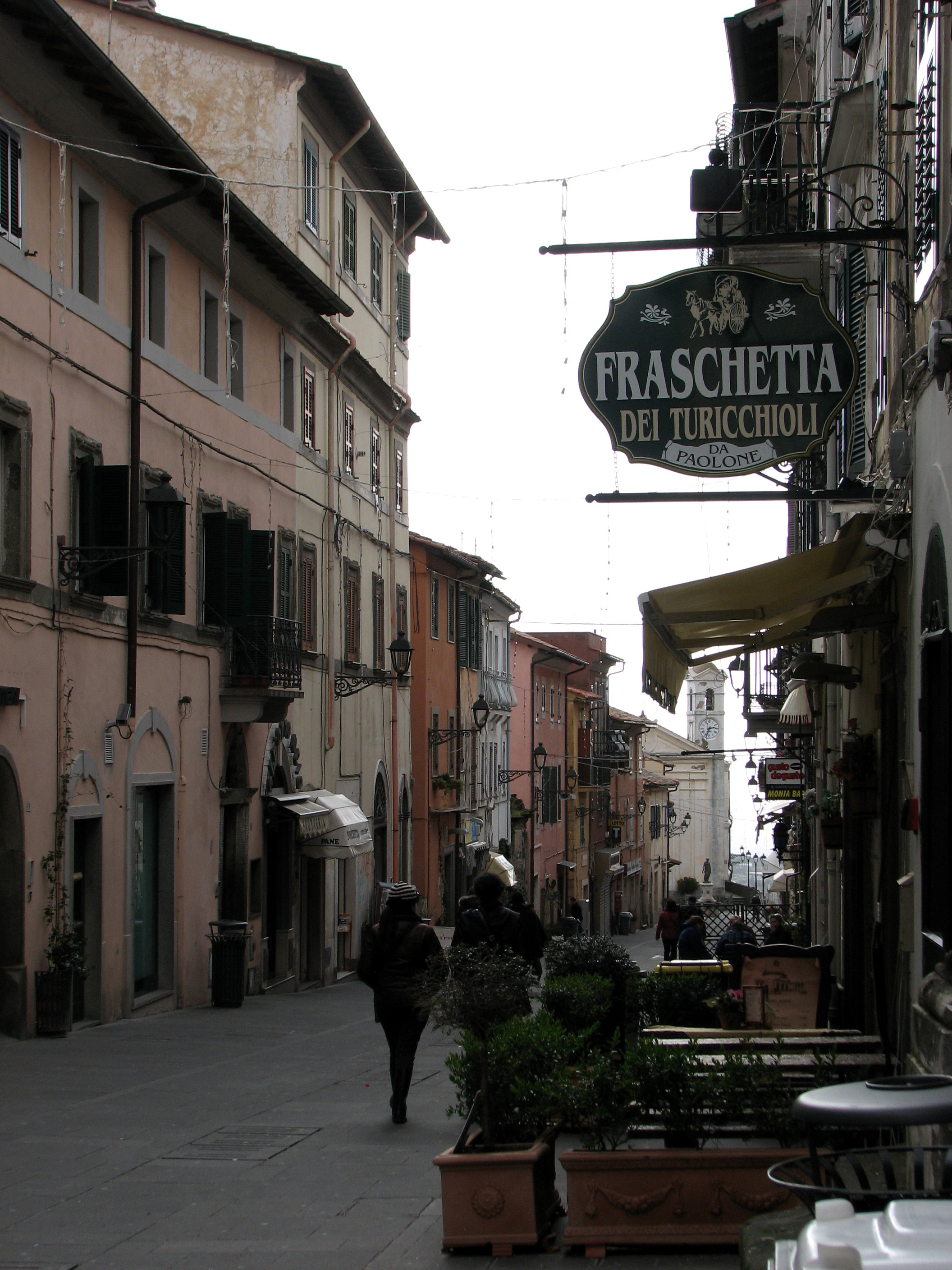
Insegna di una fraschetta ad Ariccia

Con il termine popolare fraschetta si è soliti indicare un particolare tipo di locale adibito alla mescita del vino novello, eventualmente accompagnata da semplici cibi salati.

## Fraschetta, osteria e trattoria
Nel campo della ristorazione la fraschetta, la cui diffusione è principalmente circoscritta alla zona dei Castelli Romani, nel Lazio, è dedicata alla produzione di uve da vino e si riferisce di solito a un locale più semplice per i servizi offerti rispetto all'osteria che di solito ha un gestore, l'oste, adibito a condurla per un lungo periodo. 
La fraschetta, infatti, poteva nascere anche per iniziativa di un piccolo produttore che offriva per un limitato periodo di tempo il proprio vino, segnalandolo con una "frasca" – da qui il nome fraschetta – appesa all'esterno del locale per gli eventuali avventori. 
Differente da queste due tipologie è la trattoria che è un esercizio pubblico, prevalentemente di tipo popolare, diffuso in tutta Italia, destinato alla vendita e alla consumazione dei pasti in loco.

## Le fraschette del passato

### Storia
Le fraschette hanno un'origine molto antica, sicuramente medioevale, ma che in altre forme addirittura risalgono all'antica Roma, quando i contadini delle campagne romane in viaggio verso la capitale per vendere i propri prodotti necessitavano di punti occasionali di ristoro durante il tragitto.
Nel Lazio alcuni riportano la denominazione «fraschetta» all'antico borgo di Frascata (l'odierna Frascati), chiamato così poiché in epoca medioevale i boscaioli dell'allora Tusculum erano soliti costruire e vivere in capanne di frasche, probabilmente per costruire ripari di fortuna dopo la distruzione di Tusculum (Tuscolo) nel 1191.
Più probabilmente l'origine del nome è invece da riferirsi all'usanza medievale, diffusa in varie zone d'Italia, di apporre una frasca (spesso di alloro) ben carica di foglie sopra l'ingresso delle case nelle quali era possibile (come avviene con le moderne insegne) consumare a pagamento del vino nuovo, potendo consumarsi anche del cibo portato dall'avventore; in questo modo i vinai dell'epoca si garantivano una fonte di profitto aggiuntiva, oltre ai normali traffici commerciali dell'epoca, per rifarsi delle spese della vendemmia. Dallo stesso uso deriva ad esempio anche la parola friulana «frascjis», che ancora oggi indica in alcune zone del Friuli le aziende vitivinicole a gestione familiare dove è allestito anche uno spazio, spesso in un porticato, dove è possibile bere e consumare salumi e formaggi, in modo simile alla fraschette laziali.
Un'usanza simile, nella zona di Trieste e nelle zone slovene confinanti, è costituita dall'osmiza.

### Caratteristiche e peculiarità
L'arredamento di questi locali era all'insegna della semplicità: Le botti di vino dominavano l'ambiente, solitamente disposte su un lato, mentre a beneficio dei clienti vi erano panche come sedili e tavolacci arrabattati, sparsi nella stanza. Come scarni ornamenti lungo le pareti dei locali solitamente erano esposte delle attrezzature tipiche per la realizzazione del vino. Infine in fondo al locale, su un livello interrato generalmente si trovava la cantina, dove i gestori conservavano il vino.
Ciò che differenziava le fraschette dalle normali osterie, era il fatto che questi posti fossero sprovvisti di cucina, e non veniva offerto nulla, eccezion fatta per il vino, del pane ed eventualmente di uova sode che servivano a preparare il palato alla degustazione del vino. Per il resto bisognava recarvisi muniti di cibi propri, spesso raccolti in fagotti di canapa: di qui il nomignolo dapprima neutro, poi bonariamente ironico di "fagottari" per coloro che in un locale pubblico usavano consumare cibi portati da casa. Si trattava quindi di punti di vendita e di degustazione diretta del vino prodotto in quell'annata.
Ben presto però si sparse l'abitudine da parte degli abitanti più intraprendenti, di approntare dei banchi vendita in prossimità delle fraschette con generi alimentari di vario tipo in modo tale da fornire il companatico agli avventori delle fraschette. Tra questi, un prodotto particolarmente diffuso era rappresentato dalla porchetta.

## Le fraschette moderne
Solo in epoca moderna all'interno delle fraschette stesse è divenuto possibile acquistare generi alimentari e quindi effettuare un pasto completo. Con questa evoluzione si è persa certamente la componente originale che questo tipo di locale aveva in passato e si è data origine alla loro commercializzazione, anche se in alcuni casi è ancora possibile giovare dell'ospitalità di questi locali alla vecchia maniera.
Ad ogni modo le fraschette ancora oggi sono rivendite di antica origine, dove si può degustare il vino “sciolto”, venduto in caraffe di varie dimensioni. Tradizionalmente ogni caraffa aveva un suo nome: quella da 2 litri "Boccale" o "Barzilai", dal nome di un uomo politico romano di fine '800 uso a offrire vino in grandi quantità ai suoi elettori; quella da un litro "Mezzo Boccale" o "Tubbo"; quella da mezzo litro "Fojetta" e quella da un quarto, naturalmente, "Quartino". Di particolare tipicità e di rilevante diffusione è la "Romanella", un vino rosso leggermente frizzante e beverino.

### Il menù tipico
Oltre alla porchetta e al vino, gli altri prodotti tipici offerti dalle moderne fraschette provengono dall'enogastronomia del Lazio e sono principalmente costituiti da salumi, formaggi freschi e stagionati e antipasti vari, quali olive, sott'olii e sott'aceti.
Questi antipasti, in genere, sono serviti in quantità talmente abbondanti che difficilmente si riesce a ordinare un primo piatto (qualora disponibile) e ancor più raramente si riesce ad arrivare a un secondo piatto, una portata peraltro molto scarsamente diffusa nelle fraschette.
Tutte queste portate evidentemente si rifanno alla tradizione della cucina romana, pertanto è praticamente d'obbligo da parte del fraschettaro proporre primi piatti classici quali ad esempio: pasta alla carbonara, all'amatriciana, o all'arrabbiata.
Benché siano sempre più spesso dotate di una propria cucina, mutando così parzialmente la tipologia di esercizio, le fraschette hanno continuato ad essere frequentate anche nel corso del XXI secolo, sia da avventori del posto, sia da romani o turisti.

### Le fraschette ad Ariccia
Il punto nevralgico del fenomeno della fraschetta nella sua accezione odierna è rappresentato dalla cittadina di Ariccia, nel cui centro storico sono presenti alcune strade e una piazza dominate esclusivamente da questo tipo di locali. Particolarmente forte qui è l'abbinamento con la porchetta, la cui produzione in questi luoghi vanta una tradizione millenaria risalente a epoche pre-romaniche e in particolare alla popolazione dei Prisci Latini.